# Metafizičko slikarstvo
Metafizičko slikarstvo (tal. pittura metafisica) ili magični realizam je umjetnički pokret koji su osnovali talijanski slikari u Ferrari 1917. godine, a koji se odlikuje vizualnim prikazivanjem onoga što je izvan dosega osjetila, tj. izvan fizičkoga svijeta.
Nastao je iz susreta četvorice umjetnika: Giorgia de Chirica, Carla Carráa, Alberta Savinija i Filippa de Pisisa, a naredne godine joj se pridružuje i Giorgio Morandi. Ti umjetnici sami sebe određuju kao metafizičare, to jest smatraju da vide onkraj stvarnosti. 
Njihova djela, čije značenje često ostaje tajanstveno, priopćavaju osjet nestvarnosti, iščekivanja neobičnog događaja, prizivaju tišinu i san. Metafizičke slike su uznemirujuće jer ih prožima istovremeno očaravajuće i odbojno raspoloženje. Ništa od onoga što je naslikano nije onako kakvim se čini: predmeti se postavljaju jedan uz drugi bez logičkog smisla, a odnosi koji ih povezuju ostaju nepoznati. U tehničkom pogledu besprijekorne, metafizičke slike ne teže tome da budu provokativne poput dadaističkih, već nas upozoravaju da nas i neživi predmeti mogu uvući u čarobni krug, u začaranu nepokretnu dimenziju (izvan povijesti). Grupa se raspada 1920. god. 

## Predstavnici
Talijan Giorgio de Chirico (1888. – 1978.) se s pravom naziva pretečom nadrealizma. S krajnje realističnom uvjerljivošću slikao je ambijente gradova osvijetljene jarkom svjetlošću, oštro ocrtanih bridova klasičnih građevina, potpuno pustih i nenastanjenih s dugim sjenama (ponekad u suprotnosti s izvorom svjetlosti – kao u snovima) a emotivno podsjeća na izgubljenost i otuđenost čovjeka u suvremenom životu i svijetu. To je jedan bezosjećajan svijet, sazdan od ekstremno strogih i hladnih oblika – svojevrsna "nostalgija beskonačnog", ako i postoje ljudi na njima – oni su lišeni emocija i predstavljaju samo lutke. Na njegovim slikama vrijeme je zaustavljeno, a iluzija i realnost su zamjenjive. Oko 1910. u Ferrari, udružio se sa slikarom Carlom Carráom, a svoje slikarstvo tajanstvenih i začaranih prostora nazvali su metafizičko slikarstvo, što znači „s one strane fizičkog”.

## Poveznice
- Umjetnička fotografija 20. stoljeća
- Nadrealizam
- Dadaizam

- Kronologija likovne umjetnosti prve trećine 20. st.